# Lislkirchnerite
La lislkirchnerite est un minéral rare de formule Pb6Al(OH)8Cl2(NO3)5 · 2 H2O. Elle a été découverte au sein du dépôt Capillitas  de la mine Nueva Esperanza No. 1 (province de Catamarca, Argentine). C'est le seul nitrate de plomb connu à l'état naturel,.
La lislkirchnerite cristallise dans le système monoclinique. Ses paramètres de maille sont : a = 10,78 Å, b = 9,06 Å, c = 13,62 Å et β = 102,28°. La structure de ce minéral est exceptionnelle.